# Nemapteryx caelata
Nemapteryx caelata es una especie de pez de la familia Ariidae en el orden de los Siluriformes.

## Morfología
Los machos pueden llegar alcanzar los 45 cm de longitud total.

## Hábitat
Es un pez demersal y de clima tropical

## Distribución geográfica
Se encuentra en la India, Sri Lanka, el Pakistán, Bangladés, Birmania y Tailandia .